# Херес Масандра
Хе́рес Масса́ндра — марочне біле кріплене вино. Єдиний виробник — Виноробний комбінат «Масандра» в Автономній Республіці Крим, Україна.

## Історія
Вино виробляється з 1944 року. Вино виготовляють із сортів винограду: Альбільо, Вердельо та Серсіаль. Воно має особливість у технології вироблення. Воно формується за допомогою хересних дріжджів, а на наступному етапі піддається термічній обробці, що сприяє утворенню у вині корисних органічних сполук.
Характеристики вина: спирт — 19,5 %, цукор — 2,5 г/100 куб. см, кислотність — 5 г/куб. дм. Колір золотистий із легким відливом світло-зеленого кольору. Букет із нотками гіркого мигдалю і розжареного горіха. Вино витримують 4 роки.

## Нагороди
На міжнародних конкурсах вино удостоєно нагород: Кубка «Гран-прі», 11-ти золотих та двох срібних медалей. Серед них нагорода на конкурсі «Брюссель» (1958).